# Le Divorcement
Le Divorcement est un film français réalisé par Pierre Barouh, sorti en 1979.

## Fiche technique
- Titre français : Le Divorcement
- Réalisation : Pierre Barouh, assisté de Claude Othnin-Girard et Sébastien Grall
- Scénariste : Pierre Barouh et Marc Cadiot, d'apprès l'œuvre de Marc Cadiot
- Photographie : Yves Lafaye
- Musique : Bernard Ortion
- Décors : Jean Thomen
- Montage : Alain Lemaître-Mory et Bruno Zincone
- Pays d'origine :  France
- Format : Couleur
- Genre : Comédie
- Durée : 90 minutes
- Dates de sortie : 
  - France : 22 août 1979

## Distribution
- Michel Piccoli : Philippe
- Lea Massari : Rosa
- Christophe Rambault : Marc
- Christophe Garzon : Olivier
- Estelle Falk : Marie
- Stephania Viale : Julie
- Jacques Coutureau : Gérard
- Christine Murillo : Marianna
- Jean-Claude Bouillon : Antoine
- Anne Lonnberg : Eva
- Maurice Baquet : le luthier
- Caroline Bonfils : Liliane
- Evelyne Dress : Maman lunettes
- Liza Braconnier : la traductrice
- François Dyrek : Julien
- Didier Valmont : Jean-Claude
- Catherine Lachens : Me larose, la conseillère matrimoniale
- Poussine Mercanton : la secrétaire de Philippe
- Rosine Cadoret : la directrice de l'école
- Marpessa Djian : Clémence
- Flore Delporte : Mamy blue
- René Gilson : Jean-Daniel
- René Morard : le directeur du collège
- Georges Mavros : Luis
- Clea de Liveira : Augusta
- Josée Yanne : l'assistante de l'homme politique
- Elisabeth Strauss : la cliente « Yvan »
- Yvan Tasic : Yvan
- Milo Saoud : le stagiaire
- Peter Semler : Hoffman